# Lagoa da Canoa
Lagoa da Canoa là một đô thị que fica tọa lạc trong vùng trung bộ Alagoas.
Đô thị này có dân số 21.247 người và diện tích là 103 km² (206,28 h/km²).
phía bắc giáp đô thị Craíbas, phía nam là đô thị Campo Grande, phía đông là đô thị Arapiraca, phía tây giáp đô thị Girau do Ponciano và phía đông nam là đô thị Feira Grande.